# 559.ª Divisão de Granadeiros (Alemanha)
A 559ª Divisão de Granadeiros (em alemão:559. Grenadier-Division) foi uma unidade militar que serviu no Exército alemão durante a Segunda Guerra Mundial. Foi renomeada para 559. Volksgrenadier Division no dia 9 de outubro de 1944. Lutou em Saar e na Alsácia no final do ano de 1944 vindo a sofrer pesadas baixas no mês de janeiro de 1945, sendo reforçada pelos elementos da 361. Volksgrenadier Division. As tropas da divisão foram capturadas próximo de Münsingen pelas tropas norte-americanas no mês de abril de 1945.

## Comandantes
| Comandante                               | Data                                      |
| 559ª Divisão de Granadeiros              | 559ª Divisão de Granadeiros               |
| ---------------------------------------- | ----------------------------------------- |
| Generalleutnant Kurt Freiherr von Mühlen | ? de julho de 1944 - 9 de outubro de 1944 |
| 559. Volksgrenadier-Division             |                                           |
| Generalleutnant Kurt Freiherr von Mühlen | 9 de outubro de 1944 - ? de abril de 1945 |

## Área de operações
| Alemanha                   | julho de 1944 - setembro de 1944   |
| França                     | setembro de 1944 - outubro de 1944 |
| França & Oeste da Alemanha | outubro de 1944 - abril de 1945    |